# Jezioro Jełguńskie
Jezioro Jełguńskie – jezioro w woj. warmińsko-mazurskim, w pow. olsztyńskim, w gminie Stawiguda, leżące na terenie Równiny Olsztynka.

## Hydronimia
Według urzędowego spisu opracowanego przez Komisję Nazw Miejscowości i Obiektów Fizjograficznych (KNMiOF) nazwa tego jeziora to Jezioro Jełguńskie. W różnych publikacjach i na mapach topograficznych jezioro to występuje pod nazwą Jełguń.

## Morfometria
Powierzchnia zwierciadła wody według różnych źródeł wynosi od 31,0 ha do 32,8 ha.
Zwierciadło wody położone jest na wysokości 128,0 m n.p.m. Średnia głębokość jeziora wynosi 8,0 m, natomiast głębokość maksymalna 16,9 m.

## Charakterystyka
Jezioro położone jest w Rezerwacie "Las Warmiński".
Dawniej nad jeziorem znajdowała się wieś Jełguń. Obecnie po wsi nie ma śladu, tereny uległy prawie całkowitemu zalesieniu. Wcześniej teren należał do rządowego obszaru okolic Łańska.
W pobliżu znajdują się jezioro Oczko, jezioro Galik (Gałek) oraz rzeka Łyna.